# Tmor-planina
Tmor planina je planina u Bosni i Hercegovini, u srednjoj Bosni, nedaleko od Bosne s Hercegovinom. Prostire se u općini Tarčinu. Nalazi se ponad gradića Tarčina. S istoka teče Bila (Bijela) rijeka, a sa sjevera Crna rijeka koje se spajaju u Lepenicu. Zapadno su Visočica i Ječmeno brdo, južno je Ivan-planina. Sjeverno je Volujak. Naseljena sa sjeverne i istočne strane.